# Ljungby, Falkenbergs kommun
Ljungby är kyrkbyn i Ljungby socken i Falkenbergs kommun i Hallands län. Bebyggelsen i dess norra del avgränsades mellan 2015 och 2023 till en småort. Vid avgränsningen 2023 klassades denna del som en del av tätorten Bergagård, dit den södra delen av bebyggelsen avgränsnats sedan 2015   
I byn ligger Ljungby kyrka.